# José Genoud
José Genoud (Mendoza, 26 de julio de 1947 - ib., 25 de septiembre de 2008) fue un abogado y político argentino. Representó a su provincia, Mendoza, en el Senado de la Nación entre 1986 y 2001.

## Biografía

### Comienzos
Recibido de abogado, desde su juventud comenzó a militar en la Unión Cívica Radical (UCR).
En 1983, tras el retorno de la democracia, resultó elegido Vicegobernador de Mendoza junto a Santiago Llaver como Gobernador. En 1986, renunció, tras ser elegido por la Legislatura Provincial, para ocupar una banca en el Senado de la Nación por un período de nueve años. En 1995 es reelecto, esta vez por un lapso de seis años.

### Escándalo de las coimas en el Senado
En 2000, siendo presidente provisional del Senado, se vio envuelto en un escándalo por sobornos para aprobar una ley de reforma laboral, por la cual él y otros senadores habrían cobrado dinero de la Side, para votar a favor de dicha norma. Luego de concluido su mandato se alejó de la política activa y se dedicó a trabajar en su estudio jurídico en la ciudad de Mendoza.
En 2003, un excolaborador del Genoud durante su mandato como presidente provisional del Senado, Mario Pontaquarto, denunció que se habían pagado coimas para aprobar la ley de reforma laboral impulsada por el gobierno del presidente Fernando De la Rúa perteneciente a la Unión Cívica Radical. Entre los acusados están De la Rúa, Flamarique, De Santibañes y los exsenadores Alasino, Tell, Costanzo y Branda. Afirmó que se pagaron coimas con $ 5 millones extraídos de la bóveda de la SIDE y que cobraron el propio Genoud y el entonces ministro de Trabajo, Alberto Flamarique.
En febrero de 2007, el juez federal Daniel Rafecas elevó la causa por sobornos en el Senado a juicio y acusó a Genoud por cohecho. Después de una investigación que incluyó un examen del movimiento de dinero de las cuentas de la Secretaría de Inteligencia que no encontró evidencia que respaldara la versión de Pontaquarto, todos los imputados fueron absueltos en diciembre de 2012 por los jueces Miguel Pons, Guillermo Gordo y Fernando Ramírez por considerarse que no era posible probar ningún delito. Finalmente, la Cámara Federal de Casación confirmó la sentencia.

### Fallecimiento
El 25 de septiembre de 2008, cerca de la medianoche, decidió acabar con su vida con dos disparos en el pecho. Genoud venía padeciendo una enfermedad oncológica por lo que debió recibir tratamiento en su país, en Francia y en los Estados Unidos. Si bien se manejó como hipótesis acerca de su drástica decisión, su enfermedad y la causa judicial que afrontaba por los sobornos, su secretario privado, Nelson Reynoso, lo atribuyó a un drama personal, vinculado con su círculo íntimo.